# Liste der Gefäßpflanzen Deutschlands/Brombeeren
Liste der Gefäßpflanzen Deutschlands
Artenliste, sortiert nach deutschem Gattungsnamen
- Artengruppe Haselblattbrombeere
- Artengruppe Echte Brombeere

Zu den Gründen für die Formenfülle der Brombeeren siehe Brombeeren – Ökologie 3. Absatz
Die folgende Liste ist ein Auszug der Datenbank des Bundesamtes für Naturschutz.
Im Sinne der Standardisierung der Pflanzennamen sollen Änderungen und Ergänzungen nur vorgenommen werden, wenn die Übereinstimmung mit der Datenbank FloraWeb des Bundesamt für Naturschutz sichergestellt ist.

## Artengruppe Haselblattbrombeere
- Haselblattbrombeere, Angeber- (Rubus vaniloquus) – Familie: Rosaceae
- Haselblattbrombeere, Ausgezeichnete (Rubus egregiusculus) – Familie: Rosaceae
- Haselblattbrombeere, Bayreuther (Rubus baruthicus) – Familie: Rosaceae
- Haselblattbrombeere, Bereifte (Rubus pruinosus) – Familie: Rosaceae
- Haselblattbrombeere, Bescheidene (Rubus demissus) – Familie: Rosaceae
- Haselblattbrombeere, Bewimperte (Rubus camptostachys) – Familie: Rosaceae
- Haselblattbrombeere, Blaugrüne (Rubus glauciformis) – Familie: Rosaceae
- Haselblattbrombeere, Breitrispige (Rubus sprengeliusculus) – Familie: Rosaceae
- Haselblattbrombeere, Buntstengelige (Rubus picticaulis) – Familie: Rosaceae
- Haselblattbrombeere, Büschelblütige (Rubus fasciculatus) – Familie: Rosaceae
- Haselblattbrombeere, Dethardings (Rubus dethardingii) – Familie: Rosaceae
- Haselblattbrombeere, Dickstachelige (Rubus hadracanthos) – Familie: Rosaceae
- Haselblattbrombeere, Drüsenborstige (Rubus dollnensis) – Familie: Rosaceae
- Haselblattbrombeere, Eingeschnittenere (Rubus incisior) – Familie: Rosaceae
- Haselblattbrombeere, Falsche Büschelblütige (Rubus fasciculatiformis) – Familie: Rosaceae
- Haselblattbrombeere, Falsche Eingeschnittene (Rubus pseudincisior) – Familie: Rosaceae
- Haselblattbrombeere, Falsche Hain- (Rubus nemorosoides) – Familie: Rosaceae
- Haselblattbrombeere, Feingesägte (Rubus lamprocaulos) – Familie: Rosaceae
- Haselblattbrombeere, Fränkische (Rubus franconicus) – Familie: Rosaceae
- Haselblattbrombeere, Friedliche (Rubus placidus) – Familie: Rosaceae
- Haselblattbrombeere, Friesische (Rubus frisicus) – Familie: Rosaceae
- Haselblattbrombeere, Fünensche (Rubus fioniae) – Familie: Rosaceae
- Haselblattbrombeere, Fürnrohrs (Rubus fuernrohrii) – Familie: Rosaceae
- Haselblattbrombeere, Geradachsenförmige (Rubus orthostachyoides) – Familie: Rosaceae
- Haselblattbrombeere, Geradachsige (Rubus orthostachys) – Familie: Rosaceae
- Haselblattbrombeere, Gotische (Rubus gothicus) – Familie: Rosaceae
- Haselblattbrombeere, Grobe (Rubus grossus) – Familie: Rosaceae
- Haselblattbrombeere, Größte (Rubus maximus) – Familie: Rosaceae
- Haselblattbrombeere, Hain- (Rubus nemorosus) – Familie: Rosaceae
- Haselblattbrombeere, Halland- (Rubus hallandicus) – Familie: Rosaceae
- Haselblattbrombeere, Herablaufendstachelige (Rubus decurrentispinus) – Familie: Rosaceae
- Haselblattbrombeere, Herzförmige (Rubus cordiformis) – Familie: Rosaceae
- Haselblattbrombeere, Heveller- (Rubus hevellicus) – Familie: Rosaceae
- Haselblattbrombeere, Höckerige (Rubus tuberculatus) – Familie: Rosaceae
- Haselblattbrombeere, Holubs (Rubus josefianus) – Familie: Rosaceae
- Haselblattbrombeere, Igelkelchige (Rubus echinosepalus) – Familie: Rosaceae
- Haselblattbrombeere, Kahlköpfige (Rubus calvus) – Familie: Rosaceae
- Haselblattbrombeere, Krummnadelige (Rubus curvaciculatus) – Familie: Rosaceae
- Haselblattbrombeere, Kurzfüßige (Rubus contractipes) – Familie: Rosaceae
- Haselblattbrombeere, Lappenzähnige (Rubus lobatidens) – Familie: Rosaceae
- Haselblattbrombeere, Lichtgrüne (Rubus luminosus) – Familie: Rosaceae
- Haselblattbrombeere, Lidforss' (Rubus lidforssii) – Familie: Rosaceae
- Haselblattbrombeere, Limes- (Rubus limitis) – Familie: Rosaceae
- Haselblattbrombeere, Lindenblättrige (Rubus tiliaster) – Familie: Rosaceae
- Haselblattbrombeere, Loos' (Rubus loosii) – Familie: Rosaceae
- Haselblattbrombeere, Martensens (Rubus martensenii) – Familie: Rosaceae
- Haselblattbrombeere, Mortensens (Rubus mortensenii) – Familie: Rosaceae
- Haselblattbrombeere, Mougeots (Rubus mougeotii) – Familie: Rosaceae
- Haselblattbrombeere, Nordschweizer (Rubus pseudopsis) – Familie: Rosaceae
- Haselblattbrombeere, Plötzensee- (Rubus leuciscanus) – Familie: Rosaceae
- Haselblattbrombeere, Purpurstachelige (Rubus phoenicacanthus) – Familie: Rosaceae
- Haselblattbrombeere, Ranfts (Rubus ranftii) – Familie: Rosaceae
- Haselblattbrombeere, Raunkiaers (Rubus raunkiaeri) – Familie: Rosaceae
- Haselblattbrombeere, Rheinländische (Rubus parahebecarpus) – Familie: Rosaceae
- Haselblattbrombeere, Rundblättrige (Rubus rotundifoliatus) – Familie: Rosaceae
- Haselblattbrombeere, Runzelblättrige (Rubus rhytidophyllus) – Familie: Rosaceae
- Haselblattbrombeere, Samtblättrige (Rubus amphimalacus) – Familie: Rosaceae
- Haselblattbrombeere, Schleswigsche (Rubus slesvicensis) – Familie: Rosaceae
- Haselblattbrombeere, Schmiedeberger (Rubus fabrimontanus) – Familie: Rosaceae
- Haselblattbrombeere, Schreckliche (Rubus horridus) – Familie: Rosaceae
- Haselblattbrombeere, Schwäbische (Rubus suevicola) – Familie: Rosaceae
- Haselblattbrombeere, Schweizer (Rubus villarsianus) – Familie: Rosaceae
- Haselblattbrombeere, Schwerttragende (Rubus xiphophorus) – Familie: Rosaceae
- Haselblattbrombeere, Siebenblättrige (Rubus septifolius) – Familie: Rosaceae
- Haselblattbrombeere, Stachelschweinchen- (Rubus histriculus) – Familie: Rosaceae
- Haselblattbrombeere, Stachelschwein- (Rubus hystricopsis) – Familie: Rosaceae
- Haselblattbrombeere, Ubier- (Rubus ubericus) – Familie: Rosaceae
- Haselblattbrombeere, Unähnliche (Rubus dissimulans) – Familie: Rosaceae
- Haselblattbrombeere, Unentschlossene (Rubus haesitans) – Familie: Rosaceae
- Haselblattbrombeere, Ungleichstacheligere (Rubus inhorrens) – Familie: Rosaceae
- Haselblattbrombeere, Violettdrüsige (Rubus firmus) – Familie: Rosaceae
- Haselblattbrombeere, Violettstachelige (Rubus maximiformis) – Familie: Rosaceae
- Haselblattbrombeere, Wahlbergs (Rubus wahlbergii) – Familie: Rosaceae
- Haselblattbrombeere, Waldbewohnende (Rubus sylvulicola) – Familie: Rosaceae
- Haselblattbrombeere, Walsemanns (Rubus walsemannii) – Familie: Rosaceae
- Haselblattbrombeere, Weiche (Rubus mollis) – Familie: Rosaceae
- Haselblattbrombeere, Weser- (Rubus visurgianus) – Familie: Rosaceae
- Haselblattbrombeere, Wessbergs (Rubus wessbergii) – Familie: Rosaceae
- Haselblattbrombeere, Wildere (Rubus ferocior) – Familie: Rosaceae
- Haselblattbrombeere, Zugespitzte (Rubus cuspidatus) – Familie: Rosaceae
- Haselblattbrombeere, Zungenblättrige (Rubus phylloglotta) – Familie: Rosaceae

## Artengruppe Echte Brombeere
- Brombeere, Achselblütige (Rubus axillaris) – Familie: Rosaceae
- Brombeere, Allegheny- (Rubus allegheniensis) – Familie: Rosaceae
- Brombeere, Angenehme (Rubus gratus) – Familie: Rosaceae
- Brombeere, Ansehnliche (Rubus conspicuus) – Familie: Rosaceae
- Brombeere, Ardennen- (Rubus arduennensis) – Familie: Rosaceae
- Brombeere, Armenische (Rubus armeniacus) – Familie: Rosaceae
- Brombeere, Arrhenius' (Rubus arrhenii) – Familie: Rosaceae
- Brombeere, Asbestschimmernde (Rubus amiantinus) – Familie: Rosaceae
- Brombeere, Aschgraue (Rubus cinerascens) – Familie: Rosaceae
- Brombeere, Ausgezeichnete (Rubus egregius) – Familie: Rosaceae
- Brombeere, Baltische (Rubus balticus) – Familie: Rosaceae
- Brombeere, Barbers (Rubus barberi) – Familie: Rosaceae
- Brombeere, Bayerische (Rubus bavaricus) – Familie: Rosaceae
- Brombeere, Begradigte (Rubus correctispinosus) – Familie: Rosaceae
- Brombeere, Bergnymphen- (Rubus oreades) – Familie: Rosaceae
- Brombeere, Bertrams (Rubus bertramii) – Familie: Rosaceae
- Brombeere, Besonnte (Rubus apricus) – Familie: Rosaceae
- Brombeere, Betckes (Rubus betckei) – Familie: Rosaceae
- Brombeere, Bienen- (Rubus ferox) – Familie: Rosaceae
- Brombeere, Blaßblättrige (Rubus pallidifolius) – Familie: Rosaceae
- Brombeere, Blattreiche (Rubus foliosus) – Familie: Rosaceae
- Brombeere, Blattsträußige (Rubus phyllothyrsos) – Familie: Rosaceae
- Brombeere, Blaugrüne (Rubus glaucovirens) – Familie: Rosaceae
- Brombeere, Bleiche (Rubus pallidus) – Familie: Rosaceae
- Brombeere, Bleigraue (Rubus lividus) – Familie: Rosaceae
- Brombeere, Braeuckers (Rubus braeuckeri) – Familie: Rosaceae
- Brombeere, Braune (Rubus fuscus) – Familie: Rosaceae
- Brombeere, Bregenzer (Rubus bregutiensis) – Familie: Rosaceae
- Brombeere, Breitbogige (Rubus latiarcuatus) – Familie: Rosaceae
- Brombeere, Breitköpfige (Rubus platycephalus) – Familie: Rosaceae
- Brombeere, Breitstachelige (Rubus platyacanthus) – Familie: Rosaceae
- Brombeere, Bremberger (Rubus tabanimonanus) – Familie: Rosaceae
- Brombeere, Buhn- (Rubus buhnensis) – Familie: Rosaceae
- Brombeere, Caflischs (Rubus caflischii) – Familie: Rosaceae
- Brombeere, Chiemgauer (Rubus indusiatus) – Familie: Rosaceae
- Brombeere, Christiansensche (Rubus christianseniorum) – Familie: Rosaceae
- Brombeere, Cimbrische (Rubus cimbricus) – Familie: Rosaceae
- Brombeere, Circipanier- (Rubus circipanicus) – Familie: Rosaceae
- Brombeere, Clusius' (Rubus clusii) – Familie: Rosaceae
- Brombeere, Dachziegelblättrige (Rubus imbricatus) – Familie: Rosaceae
- Brombeere, Dechens (Rubus dechenii) – Familie: Rosaceae
- Brombeere, Deister- (Rubus pyramidatus) – Familie: Rosaceae
- Brombeere, Dickblättrige (Rubus dasyphyllus) – Familie: Rosaceae
- Brombeere, Dickfilzige (Rubus pannosus) – Familie: Rosaceae
- Brombeere, Dickzähnige (Rubus crassidens) – Familie: Rosaceae
- Brombeere, Dornige (Rubus senticosus) – Familie: Rosaceae
- Brombeere, Drejers (Rubus drejeri) – Familie: Rosaceae
- Brombeere, Drüsenkelchige (Rubus glandisepalus) – Familie: Rosaceae
- Brombeere, Drüsensträußige (Rubus glandithyrsos) – Familie: Rosaceae
- Brombeeren, Dunkeldrüsige (Rubus hirtus) – Familie: Rosaceae
- Brombeere, Dunkle (Rubus opacus) – Familie: Rosaceae
- Brombeere, Dünnrispige (Rubus leptothyrsos) – Familie: Rosaceae
- Brombeere, Durchblätterte (Rubus phyllostachys) – Familie: Rosaceae
- Brombeere, Edees' (Rubus edeesii) – Familie: Rosaceae
- Brombeere, Eider- (Rubus eideranus) – Familie: Rosaceae
- Brombeere, Eifel- (Rubus eifeliensis) – Familie: Rosaceae
- Brombeere, Eingeschnittene (Rubus scissus) – Familie: Rosaceae
- Brombeere, Ems- (Rubus amisiensis) – Familie: Rosaceae
- Brombeere, Errötende (Rubus erubescens) – Familie: Rosaceae
- Brombeere, Falsche Feindliche (Rubus pseudinfestus) – Familie: Rosaceae
- Samtbrombeere, Falsche (Rubus transvestitus) – Familie: Rosaceae
- Brombeere, Falsche Silber- (Rubus pseudargenteus) – Familie: Rosaceae
- Brombeere, Falsche Straußblüten- (Rubus pseudothyrsanthus) – Familie: Rosaceae
- Brombeere, Falten- (Rubus plicatus) – Familie: Rosaceae
- Brombeere, Faulbaumblättrige (Rubus rhamnifolius) – Familie: Rosaceae
- Brombeere, Feindliche (Rubus infestus) – Familie: Rosaceae
- Brombeere, Felsenbewohnende (Rubus saxicola) – Familie: Rosaceae
- Brombeere, Fichtenliebende (Rubus picearum) – Familie: Rosaceae
- Brombeere, Filz- (Rubus canescens) – Familie: Rosaceae
- Brombeere, Flachzähnige (Rubus omalodontos) – Familie: Rosaceae
- Brombeere, Fransenblättrige (Rubus fimbriifolius) – Familie: Rosaceae
- Brombeere, Fremde (Rubus adscitus) – Familie: Rosaceae
- Brombeere, Freudiggrüne (Rubus chaerophyllus) – Familie: Rosaceae
- Brombeere, Frits' (Rubus frederici) – Familie: Rosaceae
- Brombeere, Gedrängtblütige (Rubus condensatus) – Familie: Rosaceae
- Brombeere, Gefurchte (Rubus sulcatus) – Familie: Rosaceae
- Brombeere, Gekniete (Rubus geniculatus) – Familie: Rosaceae
- Brombeere, Gelerts (Rubus gelertii) – Familie: Rosaceae
- Brombeere, Geschmückte (Rubus adornatus) – Familie: Rosaceae
- Brombeere, Gewöhnliche (Rubus vulgaris) – Familie: Rosaceae
- Brombeere, Glattstengelige (Rubus laevicaulis) – Familie: Rosaceae
- Brombeere, Godrons (Rubus godronii) – Familie: Rosaceae
- Brombeere, Grabowskis (Rubus grabowskii) – Familie: Rosaceae
- Brombeere, Gravets (Rubus gravetii) – Familie: Rosaceae
- Brombeere, Gremlis (Rubus gremlii) – Familie: Rosaceae
- Brombeere, Großblättrige (Rubus macrophyllus) – Familie: Rosaceae
- Brombeere, Große Sparrige (Rubus integribasis) – Familie: Rosaceae
- Brombeere, Großrispige (Rubus macrostachys) – Familie: Rosaceae
- Brombeere, Grünästige (Rubus chloocladus) – Familie: Rosaceae
- Brombeere, Grünliche (Rubus pervirescens) – Familie: Rosaceae
- Brombeere, Grünsträußige (Rubus chlorothyrsos) – Familie: Rosaceae
- Brombeere, Günthers (Rubus guentheri) – Familie: Rosaceae
- Heinrich-Brombeere, Guter- (Rubus bonus-henricus) – Familie: Rosaceae
- Brombeere, Haarblättrige (Rubus hirtifolius) – Familie: Rosaceae
- Brombeere, Haarstengelige (Rubus gracilis) – Familie: Rosaceae
- Brombeere, Hain- (Rubus nemoralis) – Familie: Rosaceae
- Brombeere, Hainbuchenblättrige (Rubus adspersus) – Familie: Rosaceae
- Brombeere, Hakenstachelige (Rubus anisacanthiopsis) – Familie: Rosaceae
- Brombeere, Halbaufrechte (Rubus nessensis) – Familie: Rosaceae
- Brombeere, Hartstachelige (Rubus steracanthos) – Familie: Rosaceae
- Brombeere, Harzer (Rubus hercynicus) – Familie: Rosaceae
- Brombeere, Heide- (Rubus myricae) – Familie: Rosaceae
- Brombeere, Helm- (Rubus galeatus) – Familie: Rosaceae
- Brombeere, Herzähnliche (Rubus subcordatus) – Familie: Rosaceae
- Brombeere, Herzblättrige (Rubus cardiophyllus) – Familie: Rosaceae
- Brombeere, Hessische (Rubus hassicus) – Familie: Rosaceae
- Brombeere, Hils- (Rubus hilsianus) – Familie: Rosaceae
- Brombeere, Hochzeits- (Rubus nuptialis) – Familie: Rosaceae
- Brombeere, Hofmanns (Rubus acanthodes) – Familie: Rosaceae
- Brombeere, Höhere (Rubus elatior) – Familie: Rosaceae
- Brombeere, Hunsrück- (Rubus caninitergi) – Familie: Rosaceae
- Brombeere, Inn- (Rubus oenensis) – Familie: Rosaceae
- Brombeere, Inselbrombeerähnliche (Rubus insulariopsis) – Familie: Rosaceae
- Brombeere, Kahlmännige (Rubus atrichantherus) – Familie: Rosaceae
- Brombeere, Kahlstirnige (Rubus epipsilos) – Familie: Rosaceae
- Brombeere, Kanadische (Rubus canadensis) – Familie: Rosaceae
- Brombeere, Kegelstraußartige (Rubus conothyrsoides) – Familie: Rosaceae
- Brombeere, Kegelstrauß- (Rubus siekensis) – Familie: Rosaceae
- Brombeere, Klebrige (Rubus viscosus) – Familie: Rosaceae
- Brombeere, Klimmeks (Rubus klimmekianus) – Familie: Rosaceae
- Brombeere, Köhlers (Rubus koehleri) – Familie: Rosaceae
- Brombeere, Kreidige (Rubus cretatus) – Familie: Rosaceae
- Brombeere, Längere (Rubus longior) – Familie: Rosaceae
- Brombeere, Langes (Rubus langei) – Familie: Rosaceae
- Brombeere, Langkelchige (Rubus calyculatus) – Familie: Rosaceae
- Brombeere, Lausitzer (Rubus lusaticus) – Familie: Rosaceae
- Brombeere, Liberts (Rubus libertianus) – Familie: Rosaceae
- Brombeere, Liegnitzer (Rubus lignicensis) – Familie: Rosaceae
- Brombeere, Lindebergs (Rubus lindebergii) – Familie: Rosaceae
- Brombeere, Lindleys (Rubus lindleianus) – Familie: Rosaceae
- Brombeere, Löhrs (Rubus loehrii) – Familie: Rosaceae
- Brombeere, Lügen- (Rubus perperus) – Familie: Rosaceae
- Brombeere, Maaßens (Rubus maassii) – Familie: Rosaceae
- Brombeere, Magere (Rubus macer) – Familie: Rosaceae
- Brombeere, Marienwald- (Rubus marianus) – Familie: Rosaceae
- Brombeere, Marssons (Rubus marssonianus) – Familie: Rosaceae
- Brombeere, Maßlose (Rubus immodicus) – Familie: Rosaceae
- Brombeere, Meierotts (Rubus meierottii) – Familie: Rosaceae
- Brombeere, Mittelgebirgs- (Rubus montanus) – Familie: Rosaceae
- Brombeere, Mittelholsteinische (Rubus schlechtendaliiformis) – Familie: Rosaceae
- Brombeere, Mittelmeer- (Rubus ulmifolius) – Familie: Rosaceae
- Brombeere, Münters (Rubus muenteri) – Familie: Rosaceae
- Brombeere, Nachahmende (Rubus imitans) – Familie: Rosaceae
- Brombeere, Neumanns (Rubus neumannianus) – Familie: Rosaceae
- Brombeere, Oberdorfers (Rubus oberdorferi) – Familie: Rosaceae
- Brombeere, Pickelhauben- (Rubus mucronulatus) – Familie: Rosaceae
- Brombeere, Pyramiden- (Rubus pyramidalis) – Familie: Rosaceae
- Brombeere, Raspelartige (Rubus raduloides) – Familie: Rosaceae
- Brombeere, Raspel- (Rubus radula) – Familie: Rosaceae
- Brombeere, Rauhe (Rubus rudis) – Familie: Rosaceae
- Brombeere, Rauhaarigere (Rubus hirsutior) – Familie: Rosaceae
- Brombeere, Rautenblättrige (Rubus rhombifolius) – Familie: Rosaceae
- Brombeere, Rinnige (Rubus canaliculatus) – Familie: Rosaceae
- Brombeere, Ripuarier- (Rubus ripuaricus) – Familie: Rosaceae
- Brombeere, Robuste (Rubus praecox) – Familie: Rosaceae
- Brombeere, Rosarote (Rubus rosaceus) – Familie: Rosaceae
- Brombeere, Rötliche (Rubus rufescens) – Familie: Rosaceae
- Brombeere, Rotmännige (Rubus hostilis) – Familie: Rosaceae
- Brombeere, Rotschopf- (Rubus erythrocomos) – Familie: Rosaceae
- Brombeere, Rundstengelige (Rubus tereticaulis) – Familie: Rosaceae
- Brombeere, Salzburger (Rubus salisburgensis) – Familie: Rosaceae
- Brombeere, Samtblättrige (Rubus hypomalacus) – Familie: Rosaceae
- Brombeere, Samt- (Rubus vestitus) – Familie: Rosaceae
- Brombeere, Sandbewohnende (Rubus ammobius) – Familie: Rosaceae
- Brombeere, Sauerland- (Rubus ignoratiformis) – Familie: Rosaceae
- Brombeere, Scharfe (Rubus scaber) – Familie: Rosaceae
- Brombeere, Schattenliebende (Rubus sciocharis) – Familie: Rosaceae
- Brombeere, Schimmernde (Rubus micans) – Familie: Rosaceae
- Brombeere, Schlaffblättrige (Rubus flaccidus) – Familie: Rosaceae
- Brombeere, Schlankstachelige (Rubus elegantispinosus) – Familie: Rosaceae
- Brombeere, Schlechtendals (Rubus schlechtendalii) – Familie: Rosaceae
- Brombeere, Schleichers (Rubus schleicheri) – Familie: Rosaceae
- Brombeere, Schlesische (Rubus silesiacus) – Familie: Rosaceae
- Brombeere, Schlickums (Rubus schlickumii) – Familie: Rosaceae
- Brombeere, Schlitzblättrige (Rubus laciniatus) – Familie: Rosaceae
- Brombeere, Schmalsträußige (Rubus macrothyrsus) – Familie: Rosaceae
- Brombeere, Schnedlers (Rubus schnedleri) – Familie: Rosaceae
- Brombeere, Schumachers (Rubus schumacheri) – Familie: Rosaceae
- Brombeere, Schwankende (Rubus amphistrophos) – Familie: Rosaceae
- Brombeere, Schwarzholzige (Rubus melanoxylon) – Familie: Rosaceae
- Brombeere, Schwarzrotdrüsige (Rubus atrovinosus) – Familie: Rosaceae
- Brombeere, Seidenhaarige (Rubus bombycinus) – Familie: Rosaceae
- Brombeere, Sorbische (Rubus sorbicus) – Familie: Rosaceae
- Brombeere, Sparrige (Rubus divaricatus) – Familie: Rosaceae
- Brombeere, Spieß- (Rubus hastiferus) – Familie: Rosaceae
- Brombeere, Spreizrispige (Rubus distractus) – Familie: Rosaceae
- Brombeere, Sprengels (Rubus sprengelii) – Familie: Rosaceae
- Brombeere, Stieglitz- (Rubus carduelis) – Familie: Rosaceae
- Brombeere, Stormarner (Rubus stormanicus) – Familie: Rosaceae
- Brombeere, Stumpfkantige (Rubus obtusangulus) – Familie: Rosaceae
- Brombeere, Träufelspitzen- (Rubus pedemontanus) – Familie: Rosaceae
- Brombeere, Unerkannte (Rubus ignoratus) – Familie: Rosaceae
- Brombeere, Üppige (Rubus vigorosus) – Familie: Rosaceae
- Brombeere, Verbogenblättrige (Rubus distortifolius) – Familie: Rosaceae
- Brombeere, Verlängertblättrige (Rubus oblongifolius) – Familie: Rosaceae
- Brombeere, Verschiedenbestachelte (Rubus anisacanthos) – Familie: Rosaceae
- Brombeere, Vielblütige (Rubus polyanthemus) – Familie: Rosaceae
- Brombeere, Vorzügliche (Rubus praestans) – Familie: Rosaceae
- Brombeere, Wald- (Rubus silvaticus) – Familie: Rosaceae
- Brombeere, Weißblütige (Rubus albiflorus) – Familie: Rosaceae
- Brombeere, Weißblütige Westfälische (Rubus guestphalicoides) – Familie: Rosaceae
- Brombeere, Weißmännige (Rubus leucandrus) – Familie: Rosaceae
- Brombeere, Weitblütige (Rubus euryanthemus) – Familie: Rosaceae
- Brombeere, Westfälische (Rubus guestphalicus) – Familie: Rosaceae
- Brombeere, Westmünsterländer (Rubus braeuckeriformis) – Familie: Rosaceae
- Brombeere, Winkel- (Rubus goniophorus) – Familie: Rosaceae
- Brombeere, Winters (Rubus winteri) – Familie: Rosaceae
- Brombeere, Wirrzähnige (Rubus confusidens) – Familie: Rosaceae
- Brombeere, Wollmännige (Rubus lasiandrus) – Familie: Rosaceae
- Brombeere, Zarte (Rubus thelybatos) – Familie: Rosaceae
- Brombeere, Zickzackachsige (Rubus flexuosus) – Familie: Rosaceae
- Brombeere, Zusammengezogene (Rubus constrictus) – Familie: Rosaceae
- Brombeere, Zweifarbige (Rubus bifrons) – Familie: Rosaceae
- Brombeere, Zwiespältige (Rubus discors) – Familie: Rosaceae
- Brombeere, Zwillings- (Rubus geminatus) – Familie: Rosaceae